# پیتر وولن
پیتر وولن (به انگلیسی: Peter Wollen) (زادهٔ ژوئن ۱۹۳۸ در لندن) نظریه‌پرداز فیلم و نویسندهٔ سینمایی است. او به سبب نظریات سینمایی‌اش با رویکرد ساختارگرایی و نشانه‌شناسی شهرت دارد. او همچنین همسر لورا مالوی نظریه‌پرداز برجستهٔ فمینیست است و در تهیهٔ اکثر فیلم‌های لورا با او همکاری کرده‌است. او استاد فیلم در دانشگاه کلمبیا نیز می‌باشد.

## نظریات
نظریات پیتر وولن آمیخته‌ای از ایده‌های ساختگرایانه و نشانه‌شناسی چارلز پیرس است. او نظریه انواع نشانه‌های پیرس را وارد سینما کرد و نشانه‌های شمایلی، نمایه‌ای و نمادین در سینما را مورد بررسی قرار داد. از این جهت او بین نشانه‌شناسی، زبان‌شناسی و سینما فصول مشترکی یافت که به نوعی نگاه تحلیلی متفاوت نسبت به فیلم منجر شد. معروف‌ترین کتاب تئوریک او در این مورد نشانه‌ها و معنا در سینما نام دارد. او در این کتاب اظهار می‌دارد: " اولاً اینکه هر نقدی الزاماً به دانستن مفهوم یک متن وابسته است. اگر قاعده‌ها و روش بیانی یک متن را درک نکنیم به بی‌دقتی و ابهام در نقد فیلم محکوم می‌شویم. ثانیاً روز به روز آشکارتر می‌گردد که هرگونه تعریفی از هنر باید به عنوان جزئی از یک نگرهٔ نشانه‌شناسی ارائه شود." وولن همچنین یکی از طرفداران نظریهٔ مؤلف است و بین ساختگرایی و نظریهٔ مؤلف اتحادی دقیق ایجاد کرده‌است.

## فهرست منابع
- احمدی، بابک، از نشانه‌شناسی تصویری تا متن: به سوی نشانه‌شناسی ارتباط دیداری، نشر مرکز، ۱۳۷۱
- وولن، پیتر، نشانه‌ها و معنا در سینما، ترجمهٔ عبدالله تربیت و بهمن طاهری، سروش، ۱۳۸۴
- ویکی‌پدیای انگلیسی